# Église Saint-Jean-Baptiste-et-Saint-Jean-l'Évangéliste de Vilnius
Pour les articles homonymes, voir Église Saint-Jean-Baptiste.
L'église Saint-Jean-Baptiste-et-Saint-Jean-l'Évangéliste est une église monumentale de style baroque tardif, située à Vilnius dans le quartier de l'université de l'ancienne ville.

## Historique

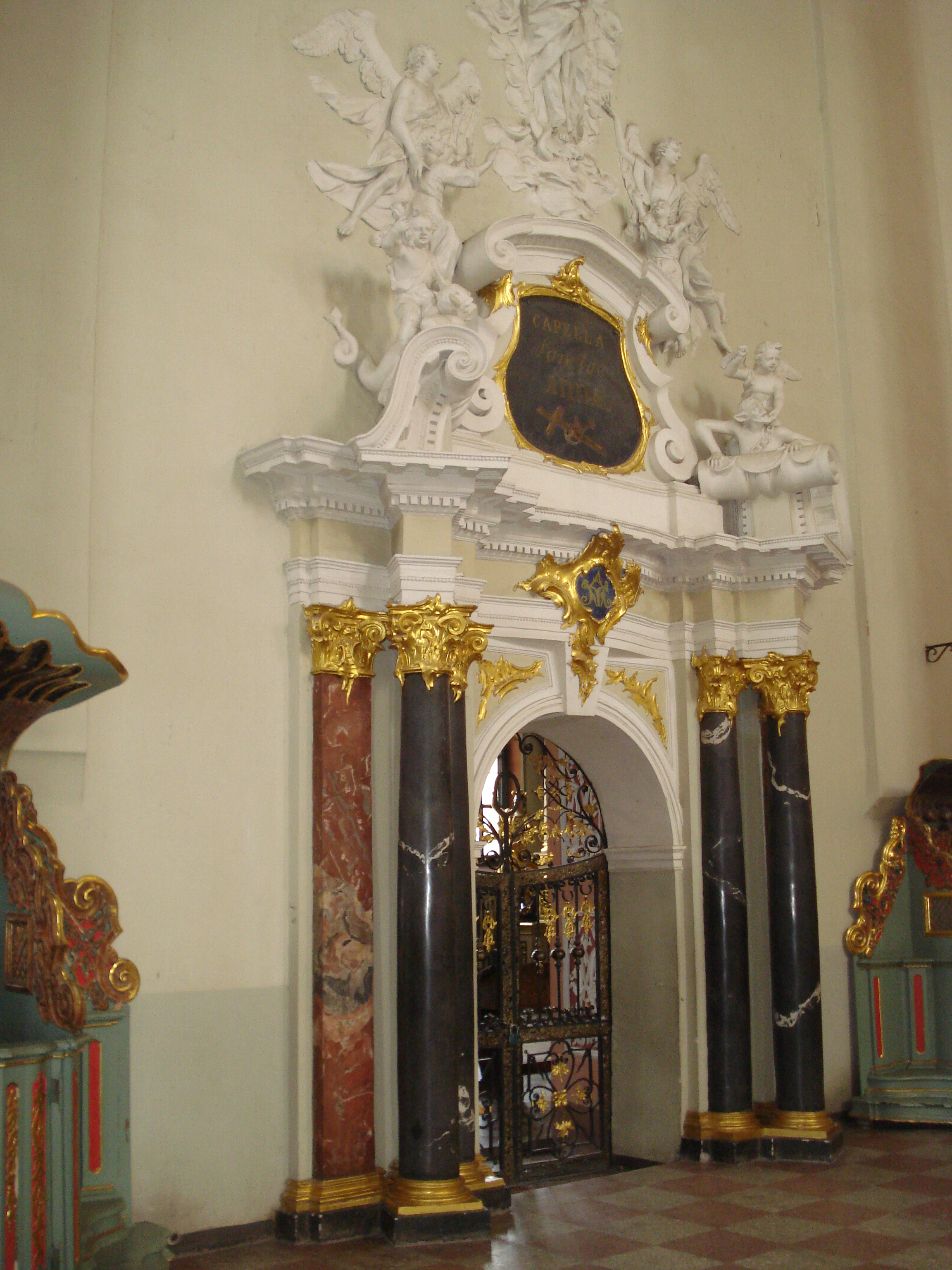
La chapelle Sainte-Anne

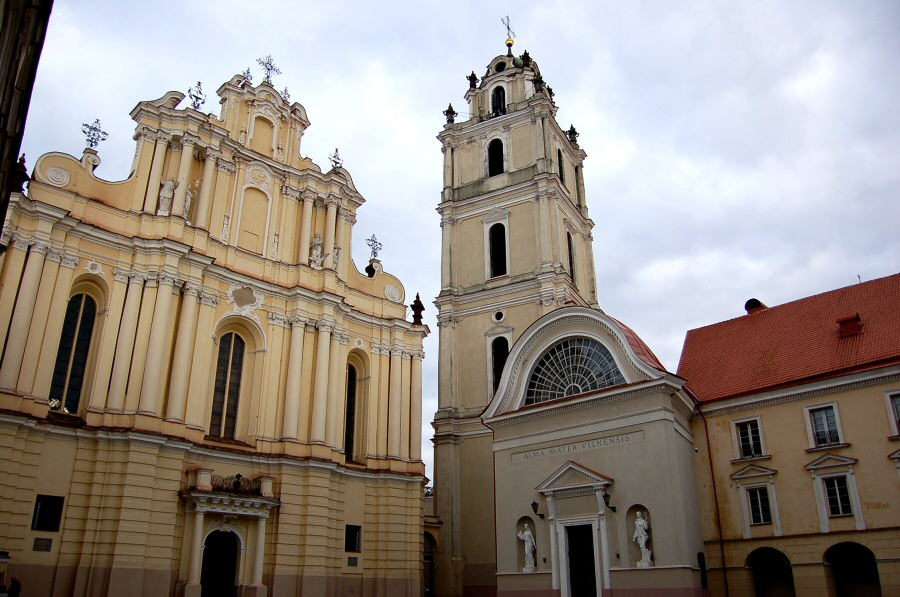
La façade de l'église dans la cour de l'Université

Une église de bois est construite sur la place du marché en 1387 (ou 1386 selon certaines versions) sous le règne de Jagellon, à l'emplacement d'un ancien temple païen. Une église gothique en pierre à trois nefs, consacrée en 1427, la remplace. Elle est confiée aux Jésuites polonais en 1571 de la part du roi Sigismond-Auguste, et ceux-ci la transforment entièrement dans le style Renaissance. Elle fait alors 68 m de long sur 27 m de large pour contenir 2 320 fidèles. On érige un clocher au tournant du XVIe et du XVIIe siècle, ainsi que par la suite des chapelles, des cryptes, etc. L'église accueille solennellement le roi Étienne Bathory, le roi Sigismond III de Pologne, le roi Ladislas IV et son frère le roi Jean-Casimir, tous souverains élus de la Pologne unie à la Lituanie.
L'église fait partie de l'université des Jésuites et des cérémonies officielles s'y déroulent après des discussions philosophiques, théologiques, des soutenances de thèses, etc. souvent en présence des souverains ou des princes. L'église souffre pendant la guerre polono-russe, puis est restaurée. De grandes cérémonies somptueuses y sont organisées en 1726 pour les canonisations récentes des jeunes saints jésuites, saint Stanislas Kostka et saint Louis de Gonzague.
Après l'incendie de 1737, la façade est redécorée dans le style jésuite, notamment par Johann Christoph Glaubitz, l'intérieur est remanié dans le style baroque et un grandiose maître-autel est installé pour symboliser l'Église triomphante de cette époque.
Cependant les Jésuites sont chassés, comme ils le seront petit-à-petit des royaumes européens (sauf la Russie, où ils sont accueillis par Catherine II), en 1773. L'église est donnée alors à l'École supérieure de Wilno (nom polonais de Vilnius) qui deviendra ensuite l'université de la ville à qui furent attribués tous les bâtiments confisqués des Jésuites.
L'intérieur est remanié en 1825-1829 et la façade est entièrement reconstruite avec des colonnes de l'ordre corinthien néo-classiques.
Lorsque l'université ferme en 1832, à cause des révolutions de 1830 qui agitent l'Europe et du soulèvement polonais de 1831, l'église est donnée à l'école de chirurgie puis devient église paroissiale en 1842.
À l'époque de la république socialiste soviétique de Lituanie, l'église abrite les ateliers de typographie de journaux, puis est transformée dans les années 1960 en Musée de la Science, après restauration. Elle est restituée à l'Archidiocèse de Vilnius en juillet 1991 et est consacrée le 11. Elle sert d'église à l'université de Vilnius. Des pères jésuites y disent la messe en lituanien en semaine et en latin le dimanche. Sa chapelle Sainte-Anne est particulièrement remarquable.

## Galerie

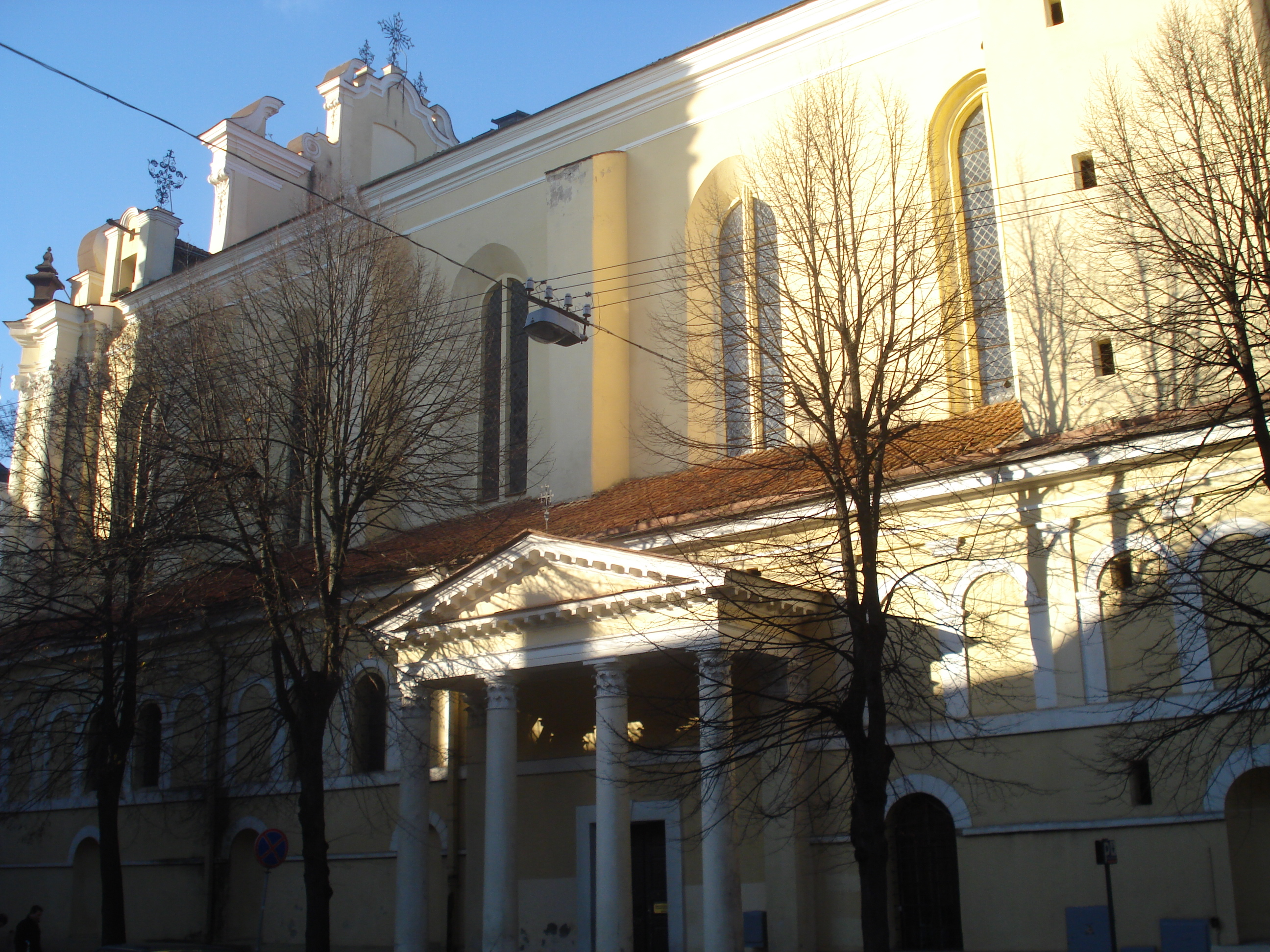
Côté sud de l'église
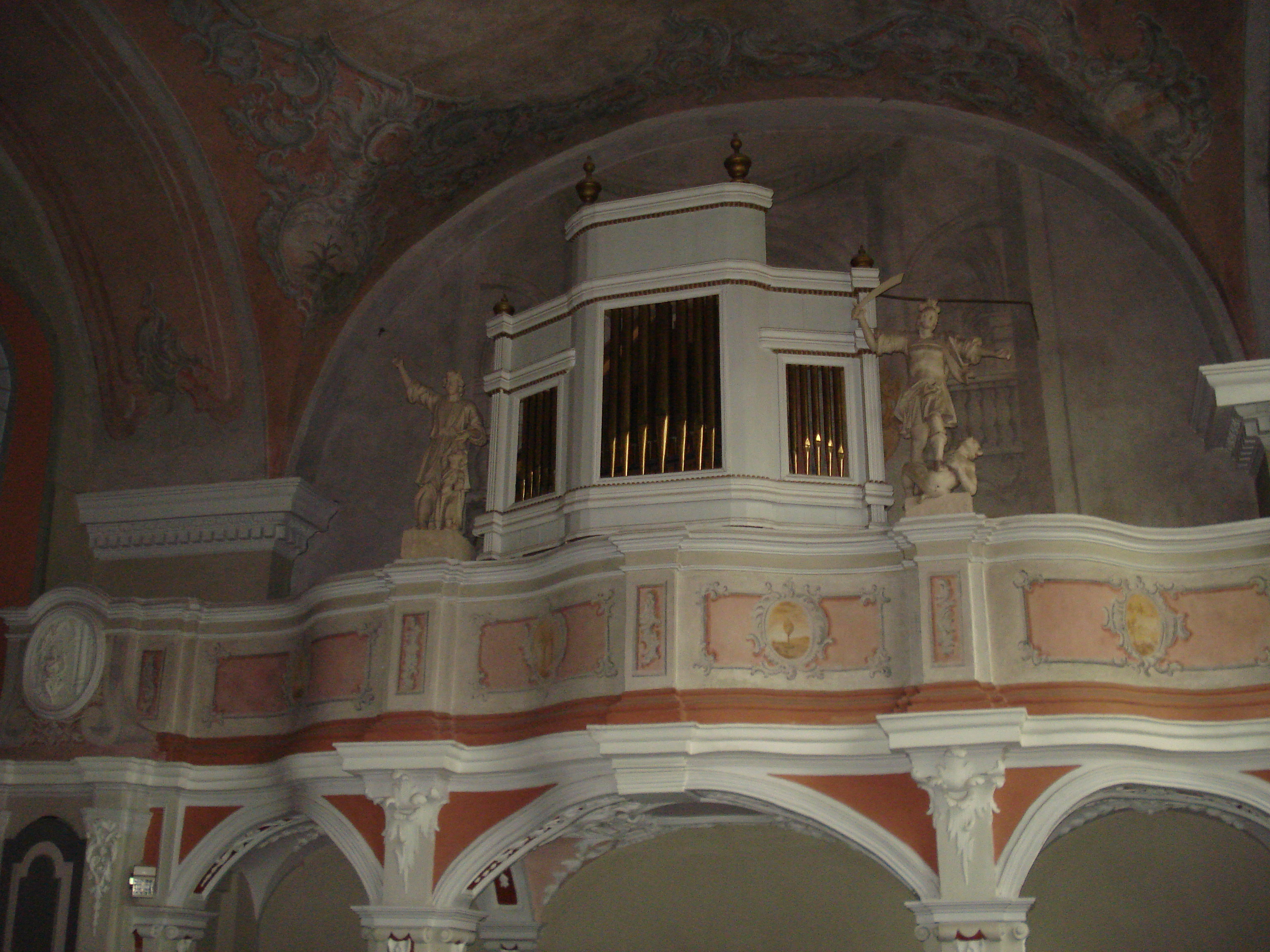
Tribune et orgue de la chapelle Sainte-Anne
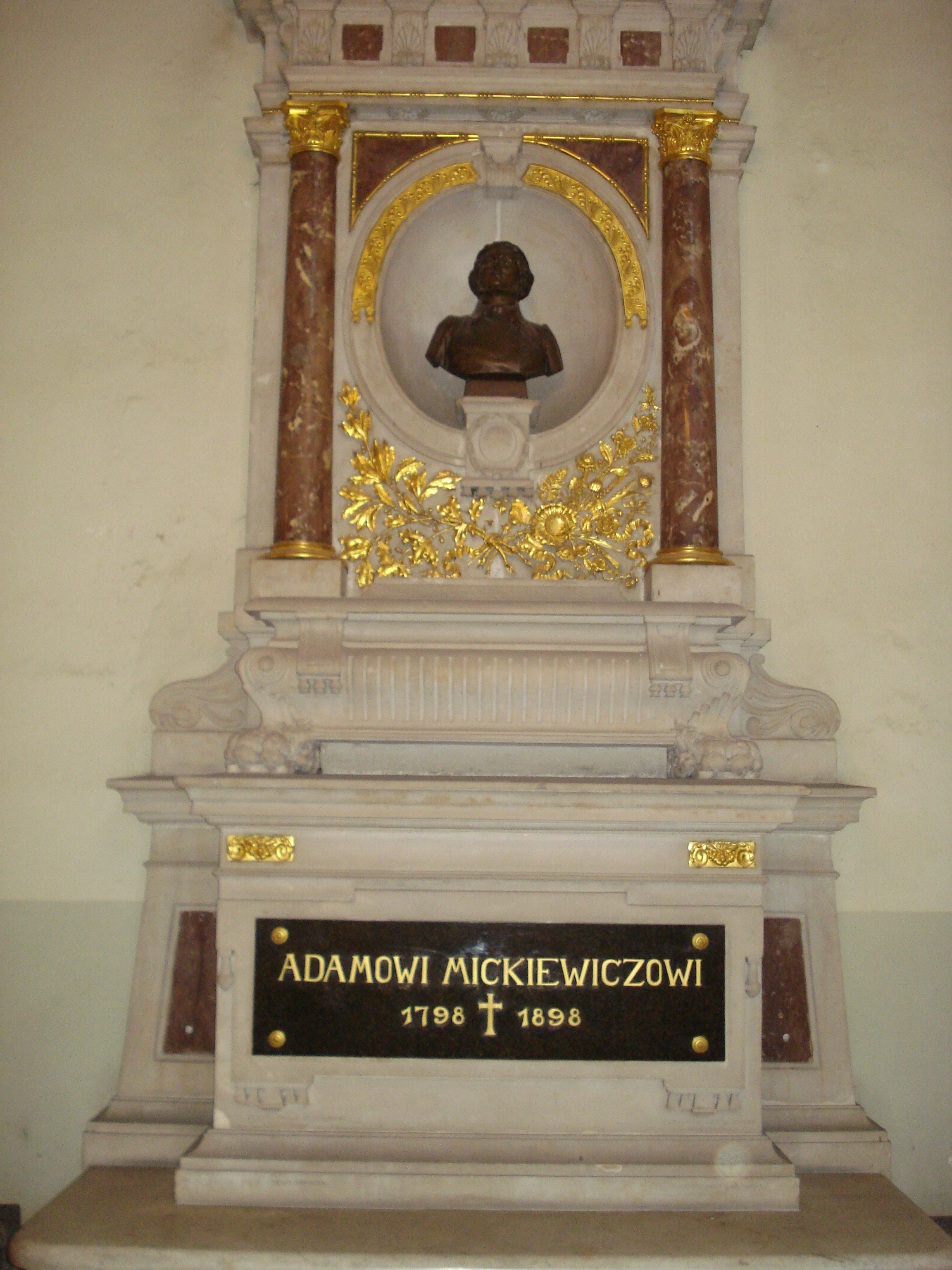
Mémorial d'Adam Mickiewicz
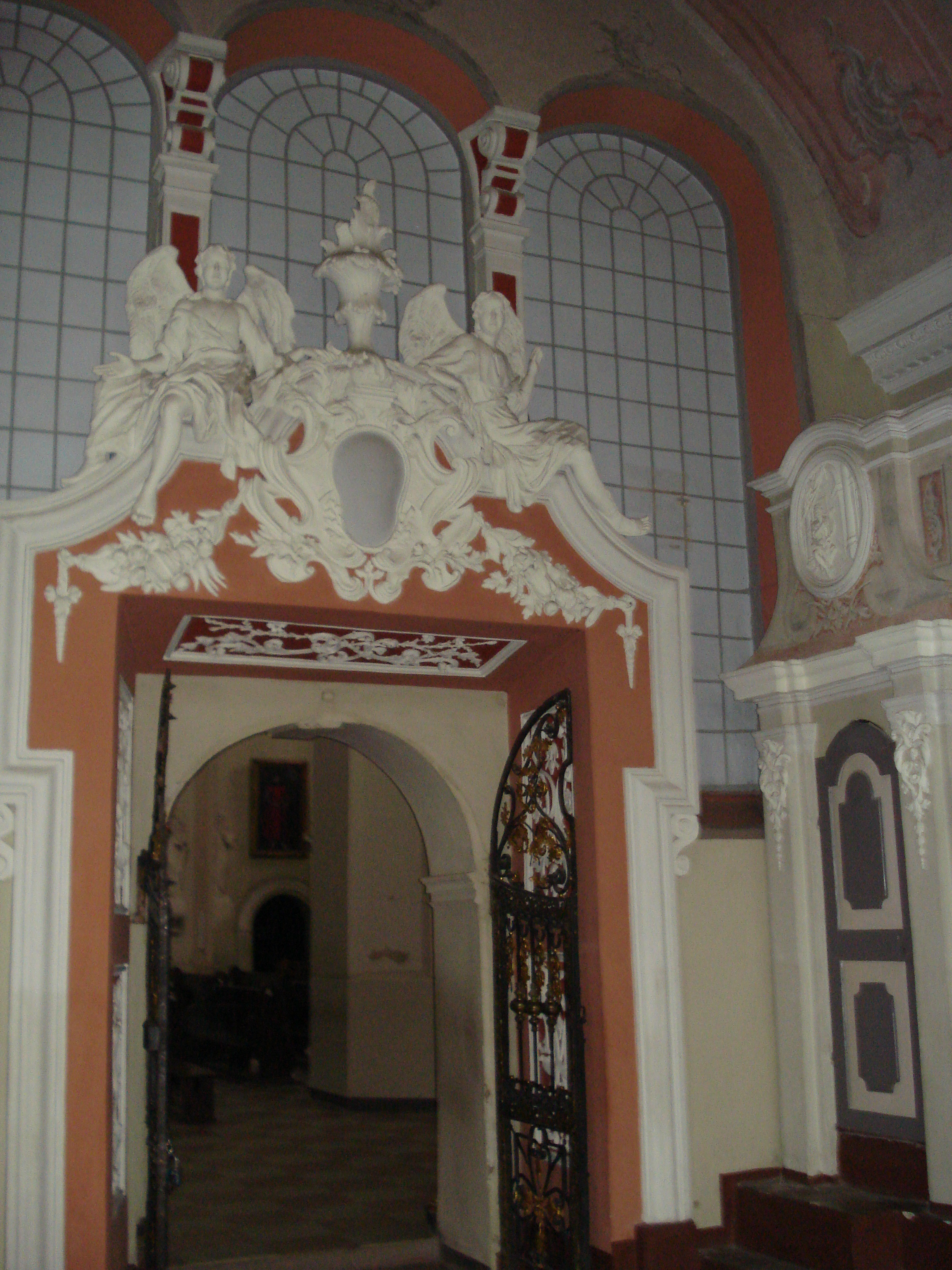
Chapelle Sainte-Anne, porte vers l'église
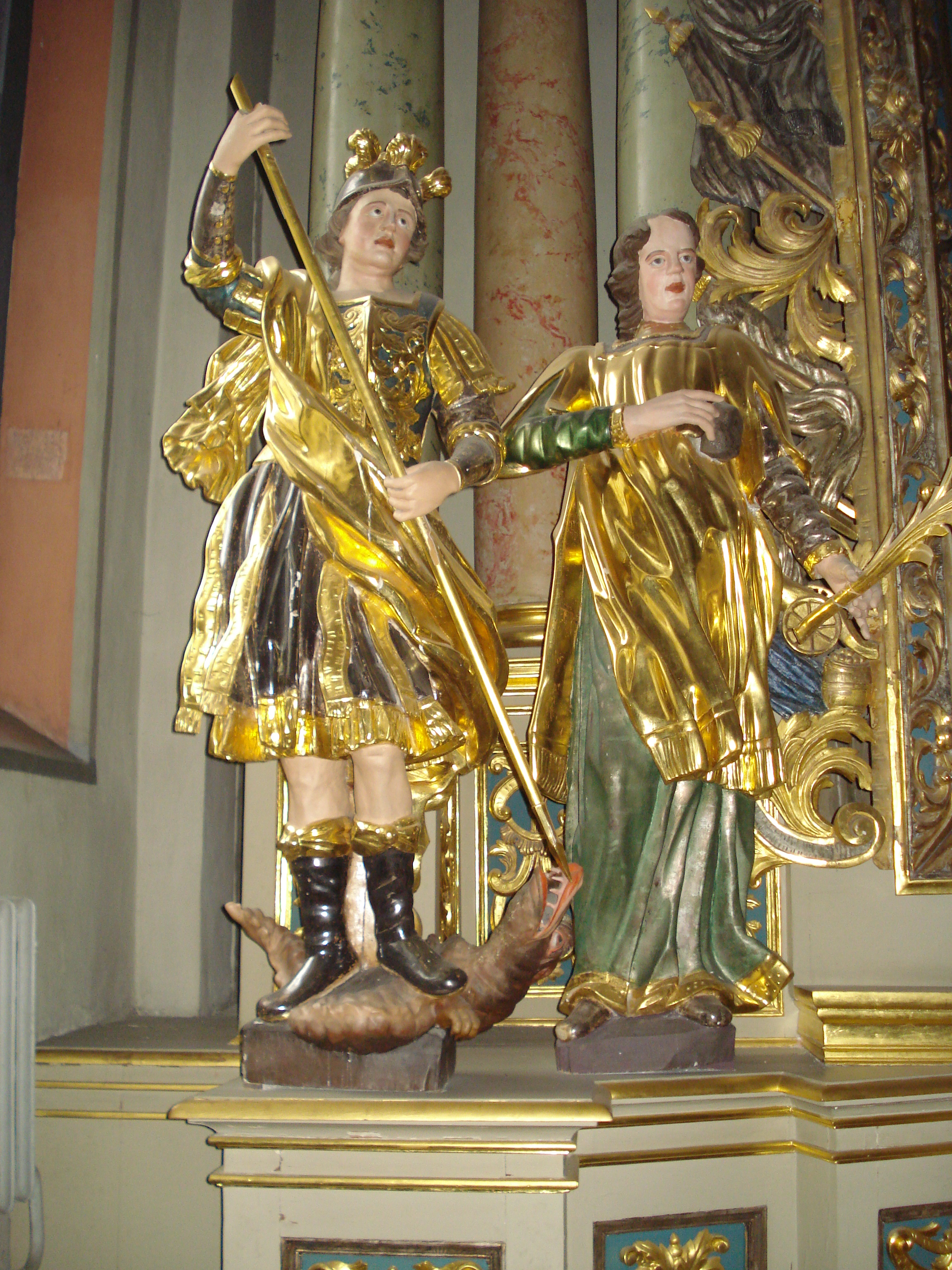
Statues de l'autel de la chapelle Sainte-Anne (saint Georges à gauche)
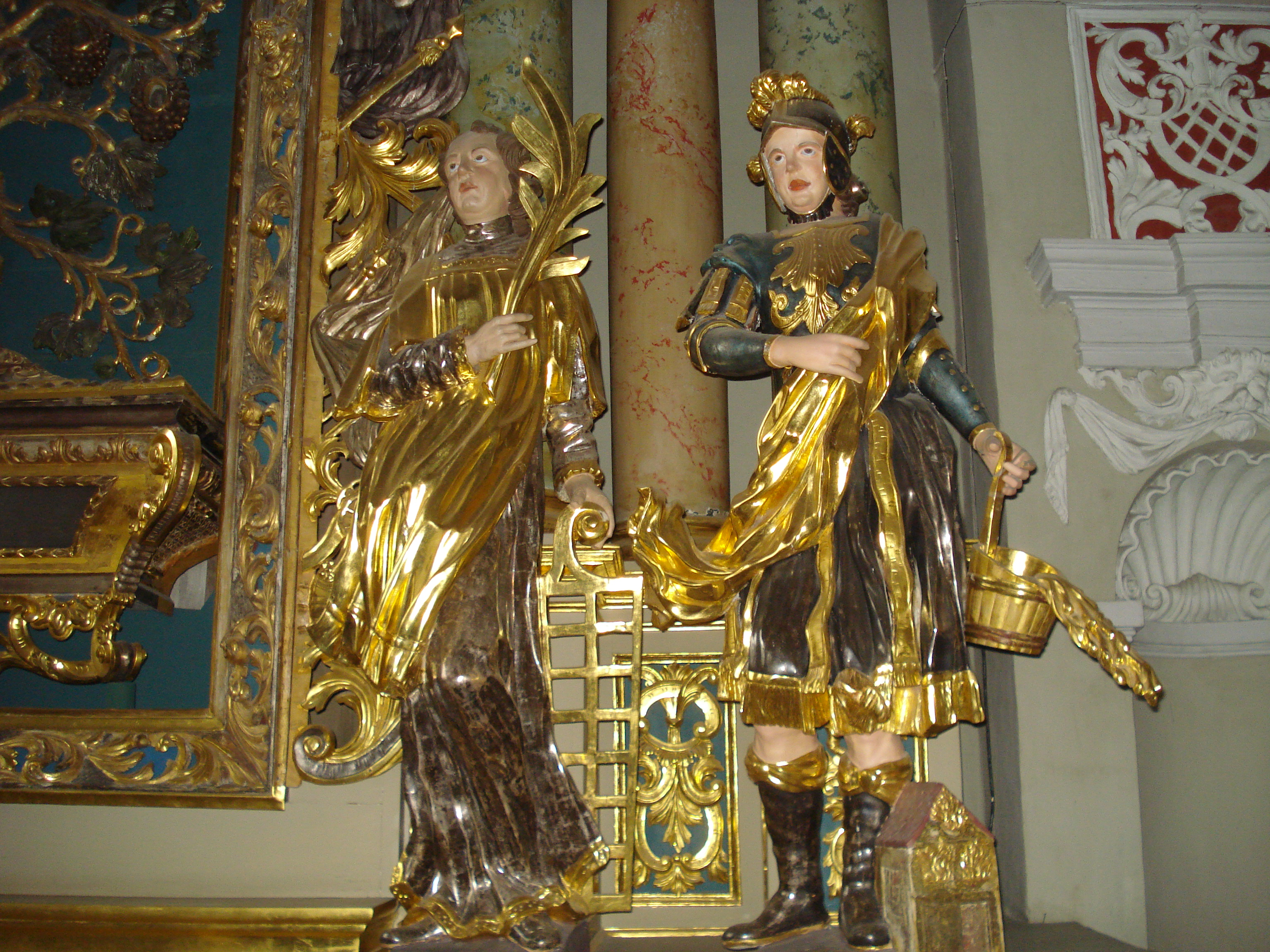
Statues de l'autel de la chapelle Sainte-Anne
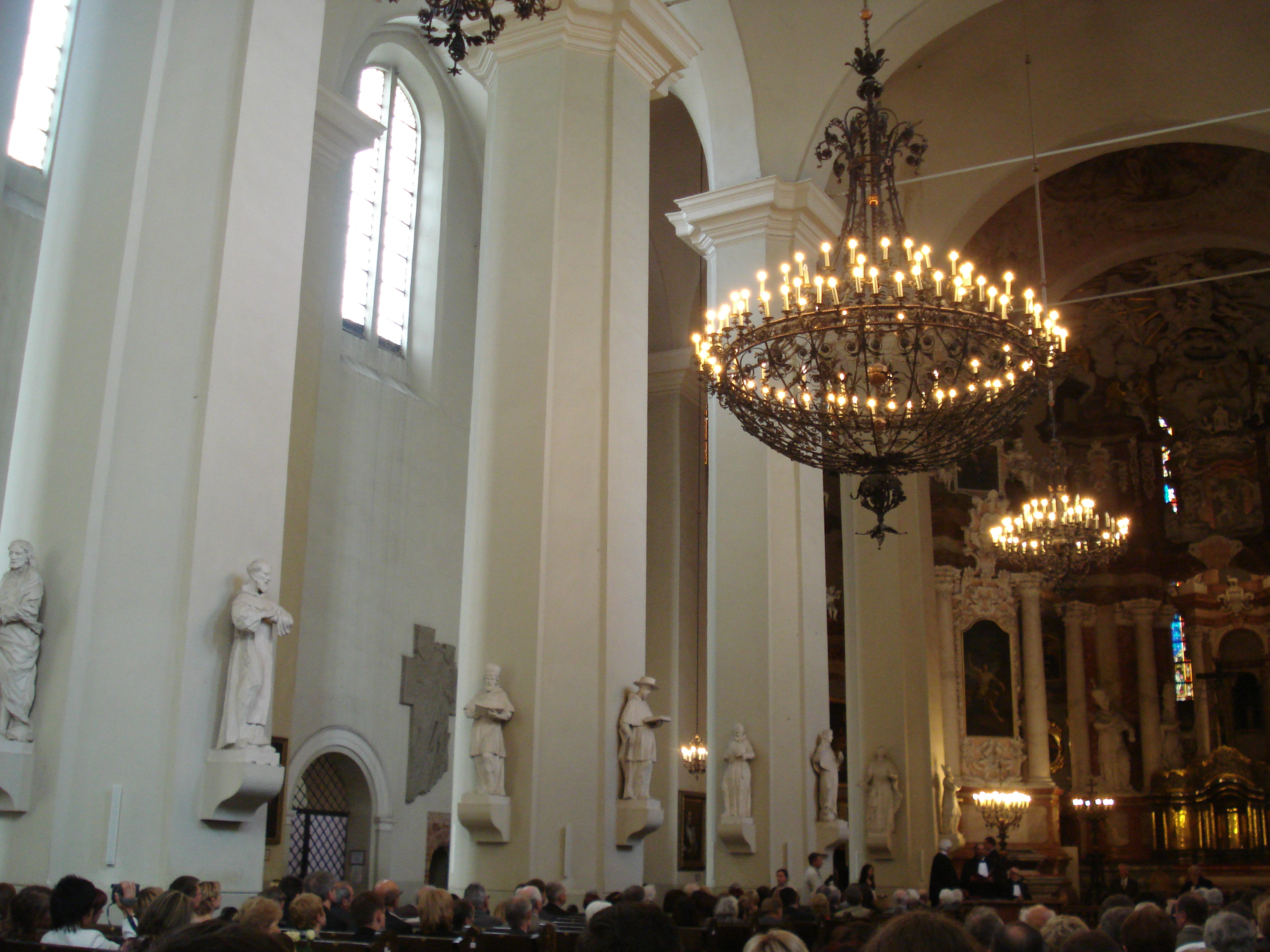
Vue de la nef
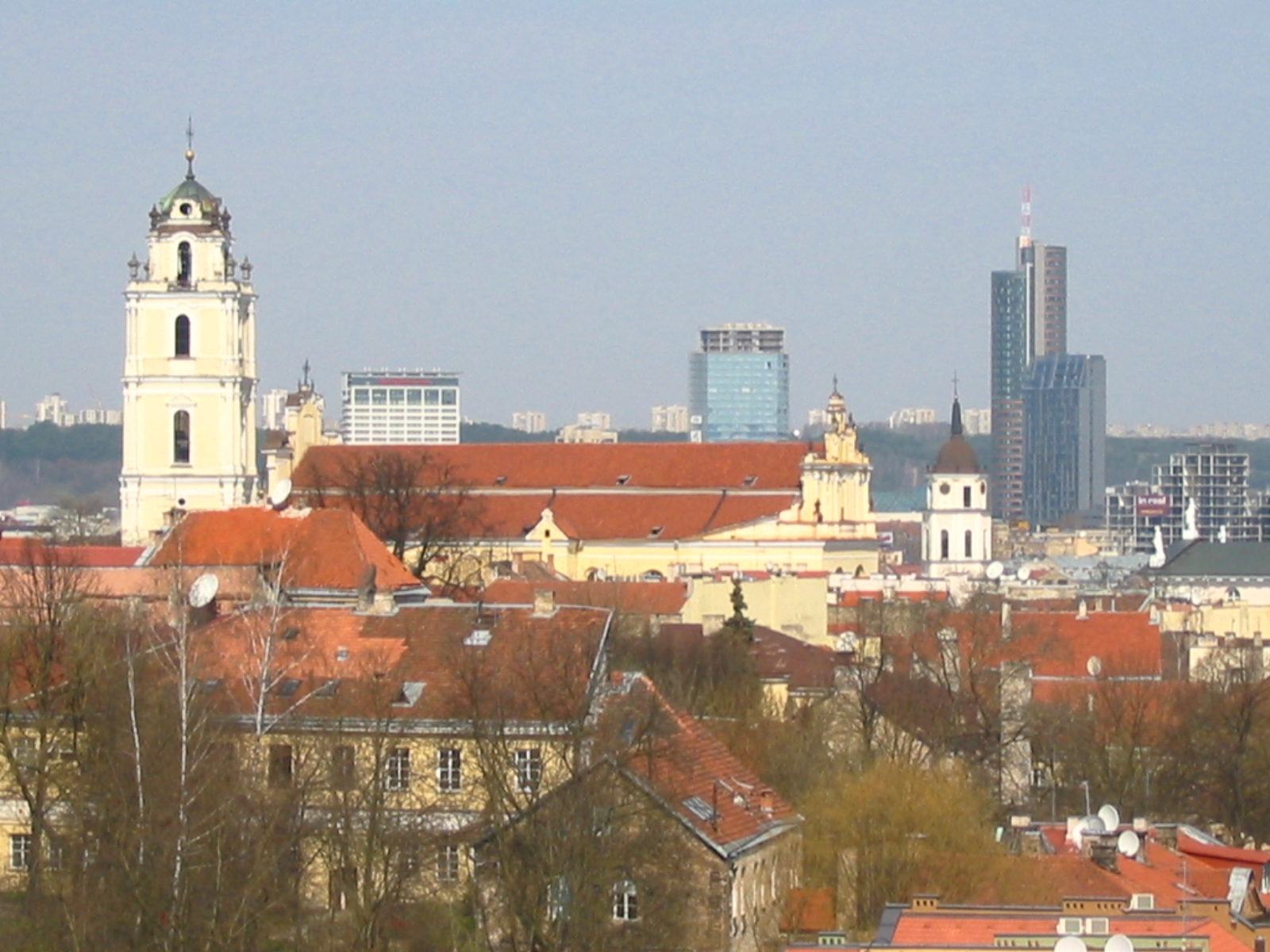
Profil de l'église sur fond de la ville